# Сейдалиев, Фикрат Сейдали оглы
Фикрат Сейдали оглы Сейдалиев (род. 23 сентября 1932) — советский учёный, инженер-металлург, доктор технических наук, профессор, член-корреспондент РАЕН; специалист в области теории и технологии производства труб и профилей из черных и цветных металлов и сплавов. Лауреат Государственной премии СССР (1968).

## Биография
Родился в г. Закаталы Азербайджанской ССР. Окончил Московский институт стали в 1955 г.
На момент присвоения звания лауреата Госпремии СССР работал доцентом МИСиС.
Последние 20 лет руководит АО «Трубоновтех».

## Награды
- Лауреат Государственной премии СССР 1968 года.

## Труды
- Сейдалиев Ф. С. Производство труб на станах ХПТ. — М. : Металлургия, 1985. — 102 с. — (Б-чка молодого рабочего цв. металлургии)[3].
- Шевакин Ю. Ф., Рытиков А. М., Сейдалиев Ф. С. Производство труб из цветных металлов (технологические расчеты). — М. : Металлургиздат, 1963. — 355 с.
- Шевакин Ю. Ф., Сейдалиев Ф. С. Станы холодной прокатки труб. — М.: Металлургия, 1966. — 212 с.